# Прак Совоннара
Прак Совоннара (кхмер. ប្រាក់ សុវណ្ណារ៉ា, 7 ноября 1972, Кхмерская Республика) — камбоджийский футболист, полузащитник, тренер.

## Биография
Прак Совоннара родился 7 ноября 1972 года в Кхмерской Республике.
Играл в футбол на позиции полузащитника. В 1993—1999 годах выступал за сборную Камбоджи, провёл 12 матчей, мячей не забивал.
В 2006—2008 годах был ассистентом главного тренера сборной Камбоджи, в июле 2008 — мае 2009 года — главным тренером. Под его началом камбоджийцы провели 12 матчей (3 победы, 1 ничья, 8 поражений).
В 2008—2010 годах тренировал камбоджийский «Прэах Кхан Реать» из Пномпеня, в 2010—2014 годах — «Нагакорп» из Пномпеня, с которым дважды выиграл серебряные медали чемпионата страны (2011—2012) и Кубок Камбоджи (2013).
В декабре 2012 — сентябре 2013 года вновь работал главным тренером сборной Камбоджи. Под его руководством команда проиграла оба проведённых матча.
Затем вновь работал в чемпионате Камбоджи, в 2014 году возглавлял «Киривонг Сок Саен Тьый» из провинции Такео, в 2015—2017 годах — «Бэнг Кет Ангкор» из Кампонгтяма.
В октябре 2017 — августе 2018 года был исполняющим обязанности главного тренера сборной Камбоджи. Под его руководством камбоджийцы провели 4 матча (1 победа, 3 поражения).
С 2019 года тренирует «Комиссариат национальной полиции» из Сиануквиля.

## Достижения

### В качестве тренера
Нагакорп
- Обладатель Кубка Камбоджи (1): 2013.
- Серебряный призёр чемпионата Камбоджи (2): 2011, 2012.